# اتحادیه بین‌المللی کنترل سرطان
اتحادیه بین‌المللی کنترل سرطان (انگلیسی: Union for International Cancer Control) یا به اختصار «UICC» یک سازمان مردم‌نهاد است که ۱۸۰ سازمان زیرمجموعه و عضو در ۱۷۰ کشور دنیا دارد.
اتحادیه بین‌المللی کنترل سرطان در سال ۱۹۳۳ در پاریس تأسیس شد و مقر آن در سال ۱۹۴۸ به ژنو سوئیس منتقل شد تا به سازمان‌های بهداشت بین‌المللی نزدیک باشد. برخی سازمان‌های عضو آن شامل انجمن‌های سرطان، سازمان‌های دولتی، مراکز درمانی و تحقیقاتی، گروه‌های حمایت از بیماران و انجمن‌های حرفه‌ای هستند.
امروزه، اتحادیه بین‌المللی کنترل سرطان روابط رسمی با سازمان جهانی بهداشت دارد، دارای موقعیت مشورتی با شورای اقتصادی و اجتماعی سازمان ملل متحد است، یکی از اعضای شورای حاکم مرکز جهانی تحقیقات سرطان است و از نزدیک با برنامه اقدام برای درمان سرطان (PACT) که توسط آژانس بین‌المللی انرژی اتمی آغاز شده است، همکاری می‌کند.
در بیانیه رسمی این سازمان آمده است: «اتحادیه بین‌المللی کنترل سرطان، جامعه سرطان را متحد و از آن حمایت می‌کند تا بار جهانی سرطان را کاهش دهد، عدالت و برابری را بیشتر را ترویج کند و اطمینان حاصل کند که کنترل سرطان همچنان در اولویت برنامه بهداشت و توسعه جهانی قرار دارد.»
کار اتحادیه بین‌المللی کنترل سرطان در زمینه کنترل سرطان شامل مواردی مانند ریشه‌کنی سرطان دهانه رحم، کنترل تنباکو، کنترل سرطان پستان متاستاتیک، کنترل سرطان دهانه رحم، سرطان و سالخوردگی، دسترسی به داروهای ضروری، عدالت در مراقبت‌های بهداشتی، پوشش همگانی سلامت و پرداختن به مراقبت از بیماران سرطانی در زمان پاندمی ویروس کرونا است.
اتحادیه بین‌المللی کنترل سرطان جامعه سرطان را در رویدادهایی (کنگره جهانی سرطان، اجلاس جهانی رهبران سرطان) دور هم گرد می‌آورد، کنفرانس مجازی تخصصی را سازماندهی می‌کند، آموزش، فلوشیپ و کمک‌هزینه آموزشی ارائه می‌دهد و از کنترل مؤثر سرطان حمایت می‌کند. این اتحادیه همچنین مبتکر روز جهانی سرطان است، که یک روز تقویمی رسمی بین‌المللی جهت در زمینهٔ آگاهی‌رسانی سرطان است که هر سال در ۴ فوریه برگزار می‌شود.
ژورنال بین‌المللی سرطان از سال ۱۹۶۶ مجلهٔ علمی رسمی اتحادیه بین‌المللی کنترل سرطان است که مقالاتش پیش از انتشار، تحت داوری همتا قرار می‌گیرد.